# Zamarada gracilata
Zamarada gracilata là một loài bướm đêm trong họ Geometridae.